# Hamza Abourazzouk
Hamza Abourazzouk (Fès, 16 giugno 1986) è un calciatore marocchino, di ruolo attaccante.

## Carriera

### Club
Ha sempre giocato nel campionato di casa.

### Nazionale
Ha esordito in Nazionale nel 2012.